# Giuseppe Moioli
Giuseppe Moioli, född 8 augusti 1927 i Mandello del Lario i Lombardiet, död 5 maj 2025, var en italiensk roddare.
Moioli blev olympisk guldmedaljör i fyra utan styrman vid sommarspelen 1948 i London.